# Мазунінська культура
Мазу́нінська культура — археологічна культура залізної доби, що існувала на межі нашої ери уздовж берегів річки Кама та нижньої течії річки Біла, на Уралі в Росії.
На межі нашої ери на невеликій території Уралу по річці Кама склався постійний союз П'яноборських племен. Пам'ятки цього населення були доволі широко досліджені. У кінці II-на початку III століття на п'яноборські племена почали нападати ворожі племена з півдня і ті були відтіснені. Основна маса відійшла на захід на оселилась у Волго-Вятському межиріччі — так утворилась азелінська культура. Однак значна частина п'яноборських племен залишилась на своїх старих місцях проживання та асимілювалась з прийдещніми з півдня племенами — так утворилась мазунінська культура.
Нова мазунінська культура займала значно більшу території, аніж попередня п'яноборська.
Досліджуючи мазунінську культуру ученими-археологами було відкрито декілька городищ та могильників, які підтвердили існування даної культури:
- Іжевський могильник
- Нивський могильник
- Сайгатський могильник
- Чепаніхинський могильник
- Дуванацьке городище
- Макаровське городище I
- Макаровське городище II
- Нечкінське городище
- Перевознинське городище